# Arenas cantarinas
Las Arenas cantarinas son un fenómeno conocido muldialmente por tratarse de arena que emite sonidos al caminar sobre ella.
A primera vista, una playa de la rocosa y desolada isla de Eigg, frente a la costa occidental de Escocia, es tan común como cualquier otra playa del mundo. Pero al caminar por sus arenas blancas, o al tocarlas, se escucha un sonido musical.
En realidad, las arenas cantan, y no sólo una nota. Si se dejan escurrir lentamente entre los dedos, emiten sonidos que van desde los tonos agudos de la soprano hasta los graves del bajo. Las arenas cantarinas (Cuyo nombre en irlandés es camas sgiotaig) son un misterio que se ha estudiado con frecuencia. Los científicos suponen que la música brota de la estructura de la arena, formada de pequeñísimos granos de cuarzo desgastados por el mar hasta obtener su forma redonda. Cada grano está rodeado de una minúscula bolsa de aire, y la fricción entre el grano y el aire produce una vibración que crea a su vez una nota musical.
La nota depende de la cantidad de humedad de la atmósfera y del grado de presión que se le aplique a la arena, en la cual no puede haber presencia de polvo ni de materias extrañas. En experimentos realizados en laboratorio, incluso una pizquita de harina evitaba las vibraciones. El misterio de por qué cantan estas arenas ya parece haberse resuelto; pero lo que todavía sigue siendo un verdadero enigma es por qué se encuentran precisamente en esta remota isla escocesa.